# Moric Kraus

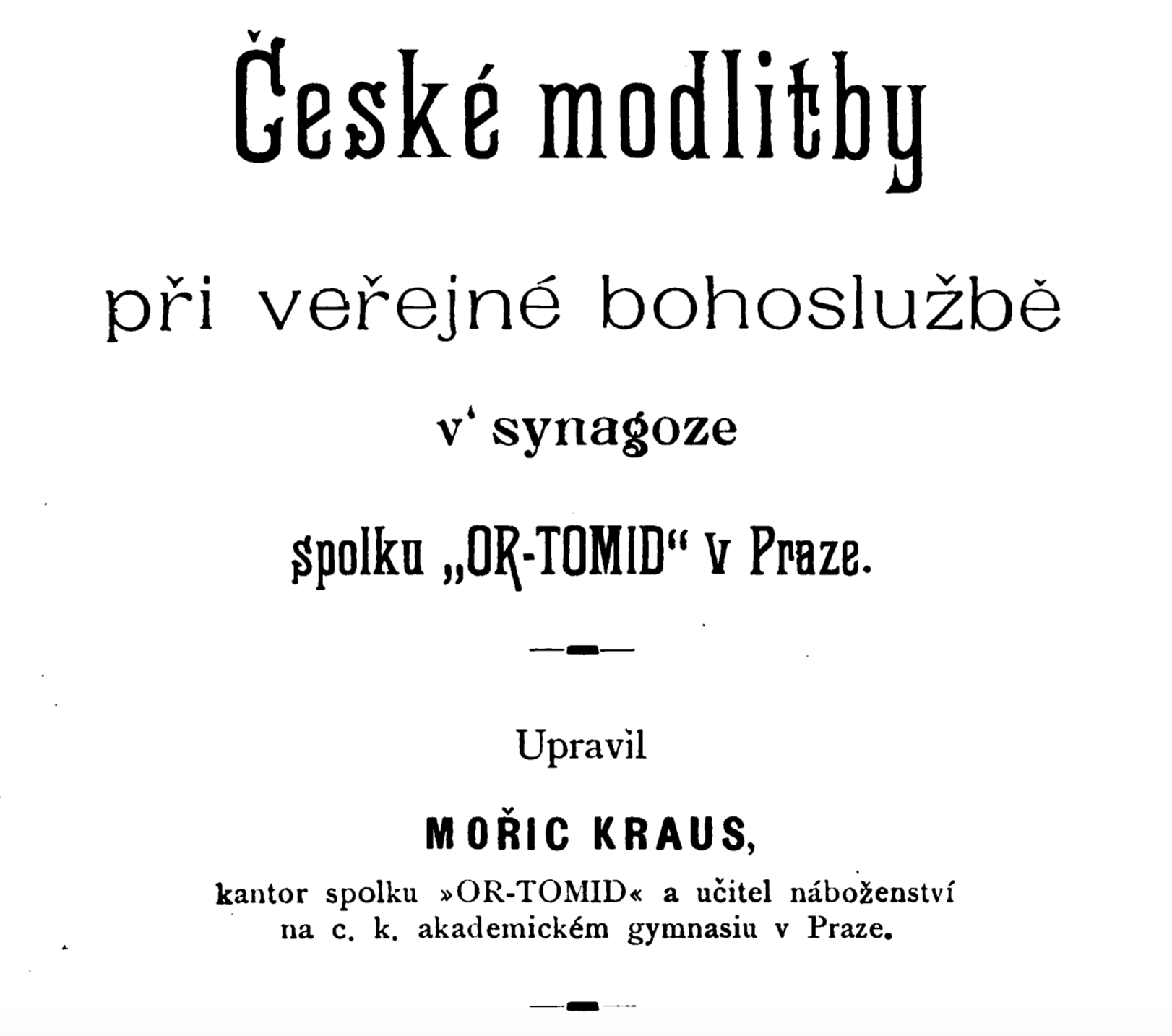
První stránka siduru "Or Tomid" od Morice Krause z roku 1899.

Moric Kraus (5. září 1845, Pravonín - 2. června 1903, Praha) byl učitel židovského náboženství, překladatel, duchovní a velký stoupenec českožidovského hnutí. Byl oddaným propagátorem českého jazyka a kultury. Působil také jako duchovní a kazatel ve spolku „Or Tomid“ pro pořádání židovských bohoslužeb v hebrejském a českém jazyce. Jeho nejznámější dílo je česko-hebrejská modlitební knížka "Sichat Jicchak", vydaná roku 1903 v Praze na Smíchově, nákladem známeho pražského židovského nakladatelství Samuel Pascheles & syn.
Jeho vzdáleným příbuzným byl pražský spisovatel a novinář F. R. Kraus, Tomáš Kraus (právník) a David Altprager.

## Dílo

### Překlady
- S. I. Kaempf: Sichat Jicchak (1903)
- S. I. Kaempf: Stručné modlitby pro israelské paní a dívky (1903)
- Hagada, čili modlitby pro první dva večery pasahu (přesnic).